# Juazeiro
Juazeiro és un municipi brasiler de l'estat de Bahia. Localitzada a la regió mitjana de la conca del Riu São Francisco, en la frontera amb l'estat de Pernambuco, la ciutat destaca per l'agricultura irrigada gràcies a les aigües del riu São Francisco i per ser la quarta major ciutat de Bahia.